# Aziz Vrioni
Aziz Vrioni (Berat, 1859 – 1920) è stato un politico ottomano e albanese dell'inizio del XX secolo.
Fu un membro del parlamento ottomano come rappresentante di Berat, e in seguito ministro delle finanze e ministro dell'agricoltura e delle miniere dell'Albania.
Nacque a Berat, nell'Impero ottomano, ed era un membro dell'influente e nota famiglia Vrioni. Aziz Pascià Vrioni fu coinvolto nei preparativi albanesi alla vigilia della Dichiarazione di indipendenza albanese nel 1912. Successivamente ricoprì vari ruoli nei ministeri dei governi albanesi.Durante i disordini del 1914 organizzò i suoi uomini in milizie locali, combattendo contro i ribelli contadini islamici e gli insorti greci. Dopo aver fallito nel difendere Lushnja, fu arrestato poco dopo dal governo di Turhan Pasha Përmeti, accusandolo di cospirazione e collaborazione con i ribelli.Nell'ottobre 1914 entrò a far parte del governo di Essad Pasha Toptani a Durazzo e fu eletto Direttore Generale dell'Amministrazione.

## Attività politica
- Rappresentante della kaza di Berat al parlamento ottomano: 16 novembre 1908[2]
- Prefetto di Berat, Albania: novembre 1912-1913
- Ministro delle finanze dell'Albania: (subentrato ad Abdi Toptani nell'ottobre 1913)[7] 22 gennaio 1914 - 17 marzo 1914
- Direttore generale dell'amministrazione albanese: ottobre 1914 - gennaio 1915
- Ministro dell'agricoltura e delle miniere dell'Albania: marzo 1914 - maggio 1914[2]
- Ministro dei lavori pubblici dell'Albania: maggio 1915 - gennaio 1916